# Картали
Картали — місто в Челябінській області, адміністративний центр Карталинського району. Населення — близько 26 тисяч осіб (2024). Великий транспортний вузол, центр великого сільськогосподарського району.

## Географія
Місто розташоване за 316 км на південь від Челябінська, за 169 км від Магнітогорська, за 190 км від Троїцька, за 376 км від Костаная і за 1850 км від Москви.

### Клімат
- Середньорічна температура повітря — 3,3 °C
- Відносна вологість повітря — 66,1 %
- Середня швидкість вітру — 4,2 м/с

## Історія
Селище Картали виникло в 1914—1915 роки на місці селища Полтавський в ході будівництва Троїцько-Орської залізниці. З 17 квітня 1944 року — місто, з 1963 року — місто обласного підпорядкування, районний центр.
Місто розташоване на місці козацького селища Полтавський (пізніше — село Полтавка, адміністративний центр Полтавського району). Козацьке селище Полтавський, як і його сусіди — Бреди і Варна, було засноване в 1843 році, коли за указом царського уряду почалося заселення та освоєння так званого Новолінейного району, утвореного між річкою Урал на заході і новою оборонною лінією, прокладеною від Орської фортеці до редуту Березовський на схід. Знаходилося це селище на узліссі Джабик-Карагайского бору, далеко від доріг.
1917 вважається роком народження залізничної станції Картали. У ті роки населений пункт складався з невеликих острівців: станція Картали з трьома залізничними коліями і вісьмома будиночками, скопище землянок навколо чотирьох шахт, кам'яновугільний рудник «Піонер» і козацьке селище Полтавка. Між цими острівцями вилася лінія залізниці.
Саме наявність вугілля в даному районі і зумовило будівництво залізниці. Великий внесок у розвідку вугілля вніс в 70-ті роки XIX століття молодий Олександр Петрович Карпінський, перший виборний президент Російської Академії наук, президент АН СРСР.
Залізничне будівництво, що почалося в 1926 року, з невеликими перервами тривало майже до початку 70-х років. Навіть у війну йшло розширення станції Картали. В 1929 році була прокладена гілка до Магнітогорську, а роком пізніше добудована лінія до Орська.
До 1933 року станція Картали перетворилася на великий залізничний вузол. Перед самою війною було відкрито робочий рух на лінії Картали — Акмолинськ.
Тридцяті роки — це бурхливе зростання селища. Крім залізничного транспорту набула розвитку місцева промисловість, обслуговуюча сільське господарство району, заробив рудник по видобутку хромистого залізняку.
У роки Великої Вітчизняної війни Карталинского залізничники забезпечували безперебійну роботу Магнітогорського металургійного комбінату. Залізничники, вуглярі, гірники хромистого рудника, працівники місцевої промисловості працею своїм наближали перемогу.
У квітні 1944 року робітниче селище Картали було перетворене в місто.

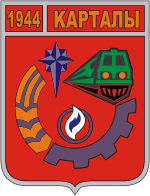
Старий герб (1999—2002)

У післявоєнні роки місто залізничників продовжував зростати і розвиватися. З'явилися і запрацювали нові підприємства: завод по ремонту тракторів К-700, ретранслятор телепередач, килимова фабрика (килими ручної роботи були відзначені на Всесвітній виставці в Брюсселі в 1957 році). Із Середньої Азії, а потім з півночі Тюменської області в місто прийшов природний газ. У 60-70-80-роки в місті високими темпами йшло будівництво житла, доріг, вулиць і дворів. Йшла газифікація будинків приватного сектора.
1 листопада 1968 року, у районі міста було створено 59-а («техасько-далласька») ракетна дивізія Оренбурзької ракетної армії. На бойовому чергуванні стояли сім полків. 1-й полк мав на озброєнні 10 шахтних пускових установок (ШПУ), решта — по 6. До початку 80-х років XX століття дивізія була озброєна моноблоковими міжконтинентальними ракетами Р-36. У 1982 р була закінчена модернізація останнього полку, що включала поглиблення і переобладнання ШПУ, будівництво нових, значно більш захищених командних пунктів, і переозброєння на ракети Р-36М (за класифікацією НАТО — СС-18 «Сатана») з 10-ю термоядерними зарядами індивідуального наведення кожна. Концентрація мощі була настільки велика, що найперший в епоху перебудови «Телеміст» з американцями, показав, що Картали у американців на слуху. Фільм «Миротворець» заснований на фактах про військову базу Картали. В 2005 році шахти були підірвані.

## Населення
| 1939    | 1959    | 1967    | 1970    | 1979    | 1989    | 1992    |
| ------- | ------- | ------- | ------- | ------- | ------- | ------- |
| 13 700  | ↗33 917 | ↗40 000 | ↗42 801 | ↘38 905 | ↘37 132 | ↘36 900 |
| 1996    | 1998    | 2000    | 2001    | 2002    | 2003    | 2005    |
| ↘30 400 | ↗30 500 | ↘30 400 | ↘30 300 | ↘29 908 | ↘29 900 | ↘26 900 |
| 2006    | 2007    | 2008    | 2009    | 2010    | 2011    | 2012    |
| ↗29 400 | ↘28 900 | ↘28 800 | ↘28 651 | ↗29 131 | ↘29 095 | ↘28 875 |
| 2013    | 2014    | 2015    | 2016    | 2017    |         |         |
| ↘28 763 | ↘28 757 | ↘28 703 | ↘28 697 | ↘28 577 |         |         |

## Економіка
Економіка міста будується в першу чергу на вузлі ПУЗ, так як є містоутворюючим підприємством міста. Безліч підприємств залізничного господарства. У місті є «Карталинський елеватор», який випускає хлібобулочну продукцію. Підприємства легкої промисловості і торгівлі, щебеневий завод ТОВ «Будівельний камінь», ЗАТ «Михеєвський ГЗК» (гірничо-збагачувальний комбінат в Варненським МР). Йде будівництво заводу «Мікромрамор», Будівництво нового заводу з видобутку будівельного щебеню в Полтавському поселенні. Ведеться розробка та ліцензування компаній на видобуток і переробку корисних копалин на території Карталинського району.

## Постаті
- Бровінський Андрій Анатолійович (1974-2014) — солдат Збройних сил України, учасник російсько-української війни.